# プレなび!
『プレなび!』は、2008年4月11日から2010年3月19日までチューリップテレビで放送されていた情報番組である。
『ハッスル宅配便』の後番組としてスタートした。番組スタート時は毎週金曜の午前中に放送していたが1年後には、前番組と同じ毎週金曜の午後に移動した。
番組終了後は『ミタイノコレクション』を開始し放送時刻も土曜の夕方に移動し現在も放送されている。

## 放送時間
いずれも日本標準時。
- 金曜 09:55 - 10:25 （2008年4月11日 - 2009年3月27日）
- 金曜 15:00 - 15:45 （2009年4月3日 - 2010年3月19日） - 移動とともに放送枠が15分拡大。

## 出演者
- 西美香（当時チューリップテレビアナウンサー）
- 松田亜希（当時チューリップテレビアナウンサー）

## コーナー
- アタックBOX - 視聴者が賞金1万円が貰えるゲームに挑戦するコーナー。2つのボックスから選ぶ方式で、当たれば1万円が、外れてもエコバッグとマイ箸が貰えた。1万円が出なかった場合には賞金は翌週分へとキャリーオーバーされた。
- 特集コーナー
- インフォマーシャル